# Erylus cantabricus
Erylus cantabricus is een sponzensoort uit de familie Geodiidae in de klasse gewone sponzen (Demospongiae).
De wetenschappelijke naam van de soort werd in 1912 gepubliceerd door Ferrer-Hernández.